# هافنیر
هافنیر (به لاتین: Hafnir) یک روستا در ایسلند است که در سودورنس واقع شده‌است. هافنیر ۱۰۹ نفر جمعیت دارد.